# Cyrtandra lambirensis
Cyrtandra lambirensis är en tvåhjärtbladig växtart som beskrevs av Brian Laurence Burtt. Cyrtandra lambirensis ingår i släktet Cyrtandra och familjen Gesneriaceae. Inga underarter finns listade i Catalogue of Life.